# Spermacoce densiflora
Spermacoce densiflora är en måreväxtart som först beskrevs av Dc., och fick sitt nu gällande namn av Brother Alain. Spermacoce densiflora ingår i släktet Spermacoce och familjen måreväxter. Inga underarter finns listade i Catalogue of Life.